# Četniks

Vlag van de Četniks met de tekst
Za kralja i otadžbinu (Voor de koning en het vaderland)
Sloboda ili smrt (Vrijheid of de dood)

Četniks (ook wel geschreven als chetniks, spreek uit: [tsjetnieks], in het Servisch četnici, четници, van het Servische woord četa, dat 'militaire compagnie' betekent) is de benaming voor leden van een nationalistische en royalistische guerrillaorganisatie in Joegoslavië tijdens de Tweede Wereldoorlog. Zij vernoemden zich naar de negentiende-eeuwse Servische strijders tegen het Ottomaanse overheersing. Hun doel was de Joegoslavische koninklijke familie opnieuw aan de macht te brengen.

## Achtergrond
Tijdens de Tweede Wereldoorlog was het Joegoslavische leger binnen een week uiteengevallen. Een aantal soldaten gaf zich over, maar hele divisies van het leger verdwenen in de bossen en bergen. Uit deze resten richtten militairen van het Koninklijke Joegoslavische Patriottische Leger op 13 mei 1941 de Četniks op, ter ondersteuning van de monarchistische Joegoslavische regering in ballingschap. Onder de Četniks waren Slovenen, Kroaten, Montenegrijnen en bovenal uiteraard Serviërs te vinden. Leider van de organisatie werd de Servische kolonel Dragoljub Mihailović. Aanvankelijk hadden de Četniks vrij spel: de Duitsers verplaatsten het leeuwendeel van hun legers naar het oostfront.
De beweging was veel minder eensgezind dan de partizanen van Tito. Četniks waren in de eerste plaats lokaal georganiseerd, en voelden zich vaak sterk gebonden aan de verdediging van hun eigen dorp. Als ze niet aan een operatie ver van huis wilden deelnemen, deden ze het niet. Lokale commandanten hadden vaak meer gezag dan Mihailović. Toch was er wel een centrale leiding, in het plaatsje Ravna Gora. Dit lag vlak naast de partizanenrepubliek in Uzice, en men trachtte in het begin onder de leus "een land twee meesters" als goede buren met elkaar om te gaan.
Na enige tijd bleek dat de partizanen effectiever waren in hun verzet tegen de Duitsers en Italianen. De verdeeldheid speelde de Četniks parten, daarnaast waren zij vertegenwoordigers van de door Serviërs gedomineerde monarchie. Neerbuigendheid en racisme tegen niet-Serviërs en moslims kwam regelmatig voor. Soms namen Četniks uit de Krajina en Bosnië wraak op moslims voor agressie door de Ustašabeweging. Bij de partizanen was daarentegen iedereen welkom, waardoor zij op een breed draagvlak konden rekenen. De concurrentie tussen beide groepen werd steeds heviger.
Uiteindelijk ontstond er verdeeldheid in de beweging over de te volgen koers. Een deel wilde de buitenlandse indringers (vooral Duitsers) bestrijden, een ander deel voorzag in de communistische partizanen een veel groter gevaar, en verlegde daarom de aandacht op hen. Zodoende kwam collaboratie tussen Četniks enerzijds en Italianen en Duitsers anderzijds geregeld voor. Met inachtneming van het voorgaande moet wel worden vermeld dat dit slechts bepaalde groepen betrof: anderen wilden van collaboratie niets weten.
Vanwege deze halfslachtige houding verlegden de Geallieerden vanaf eind 1943 hun steun van de Četniks naar de partizanen van Tito. Onder zware druk erkende in 1944 de regering in ballingschap de partizanenbeweging als de legitieme strijdkrachten van Joegoslavië en riep de Četniks op zich bij hen te voegen. Daaraan werd niet altijd gehoor gegeven, en naarmate de partizanen oprukten, trokken de Četniks zich meer en meer terug in Italië en Oostenrijk. Velen werden gevangengenomen door Britse troepen en teruggestuurd naar Joegoslavië, en een groot aantal werd gedood in het Bloedbad van Bleiburg. De beweging, die al niet erg eensgezind was, viel uiteen in groepen guerrillastrijders. 

## Na de oorlog
Veel Četniks werden veroordeeld tot gevangenisstraffen of de dood, vooral in de eerste maanden na de oorlog. Een onbekend aantal dook bij familie en vrienden in Joegoslavië onder. Kleinere groepen zetten de strijd voort en werden hard aangepakt door de OZNA. Deze richtte zich ook op dorpen die hen steun verleenden. Vooral Servisch-Orthodoxe geestelijken moesten het hier ontgelden, omdat de communisten hen een spilfunctie in het Četnikverzet tegen de staat toedichtte. Anderen, waaronder Momčilo Đujić, weken uit naar het buitenland. Đujić zelf verbleef in de Verenigde Staten en zette hier een ondergronds netwerk op.
In 1946 werd de laatste belangrijke groep van Četniks in de bossen van Oost-Bosnië gevangengenomen. Onder hen was Draža Mihailović. Nog datzelfde jaar werd hij berecht en terechtgesteld wegens hoogverraad.
Đujić was al in 1947 bij verstek veroordeeld voor oorlogsmisdaden en collaboratie. In 1951 werden 16 personen veroordeeld voor samenzweringen tegen de Joegoslavische staat; met Franse en Amerikaanse hulp zouden zij de regering hebben willen omverwerpen en de koning weer aan de macht hebben willen helpen. In 1952 werd melding gemaakt van 4 a 5 ´Četnikbrigades´ van 400 man, die in de bossen in de grensstreken een guerrillaoorlog zouden voeren. Ook rond Kalinovik en Trnovo waren groepen actief. Tot 1957 vonden in Joegoslavië processen tegen Četniks plaats. 
In 1957 wist de Četnik Blagoje Jovović de verblijfplaats van Ante Pavelić in Argentinië te achterhalen. Hij organiseerde een aanslag op 10 april dat jaar die Pavelić overleefde, hoewel hij op 28 december 1959 alsnog aan de gevolgen zou overlijden.
De Četniksympathisant Nikola Kavaja pleegde met medestanders aanslagen op Joegoslavische doelen in Canada en de VS van 1975 tot 1979. In 1979 werd hij door de FBI gearresteerd, waarop hij trachtte het vliegtuig te kapen waarin hij naar zijn rechtszaak werd vervoerd (American Airlines vlucht 293). Hij wilde het vliegtuig laten neerstorten op het hoofdkwartier van de Communistische Partij van Joegoslavië, maar de kaping mislukte en hij werd tot 67 jaar gevangenisstraf veroordeeld (die hij niet volledig uitzat). Hij heeft na 11 september 2001 gesteld dat Osama bin Laden het idee om vliegtuigen te kapen en op gebouwen te doen neerstorten van hem heeft afgekeken.
Tijdens de oorlogen in Joegoslavië in de jaren negentig werden de Serviërs door hun vijanden dikwijls bespottend "četniks" genoemd. Servische paramilitairen die onder leiding van Vojislav Šešelj voor een Groot-Servië vochten, noemden zichzelf zo. In 1989 vertrok Šešelj naar de Verenigde Staten, waar Momčilo Đujić hem de titel Vojvode van de Cetniks gaf.

## Oorlogsmisdaden
Gestaafd door brieven en memoranda van betrokken leiders, onder wie Draža Mihailović, Pavle Đurišić, Stevan Moljević en Dragiša Vasić, oordelen historici dat de Četniks wellicht verantwoordelijk waren voor oorlogsmisdaden, etnische zuivering en zelfs genocide tegen onder meer Kroaten, moslims en andere niet-Servische minderheden.